# Hurleur brun
Alouatta guariba
Espèce
Statut de conservation UICN

 VU  : Vulnérable
Statut CITES
Le Hurleur brun (Alouatta guariba) est un singe hurleur ou alouate, qui vit dans les forêts du sud-est du Brésil et de l'extrême nord-est de l'Argentine. Il vit en groupes de deux à onze individus. Malgré son nom de « Hurleur brun », il est de couleur variable, certains individus pouvant même présenter une couleur en grande partie rouge-orange ou noir.

## Répartition géographique et habitat

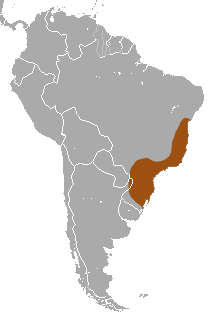
Carte de répartition.

L'espèce se rencontre du Nord de l'Argentine (province de Misiones) au Sud-Est du Brésil (états de Bahia, Espírito Santo, Minas Gerais, Paraná, Rio de Janeiro, Rio Grande do Sul, Santa Catarina et São Paulo).

## Menaces et conservation
La sous-espèce Alouatta guariba guariba est incluse depuis 2012 dans la liste des 25 espèces de primates les plus menacées au monde.

## Sous-espèces
Selon la troisième édition de Mammal Species of the World de 2005 :
- Alouatta guariba guariba (Humboldt, 1812) -  En danger critique
- Alouatta guariba clamitans Cabrera, 1940 -  Préoccupation mineure